# Baena Soares
João Clemente Baena Soares (Belém, 14 de maio de 1931 – Rio de Janeiro, 7 de junho de 2023) foi um diplomata brasileiro, com formação no campo jurídico.

## Biografia
Membro do PEN Clube;
Membro da Comissão Jurídica Interamericana - OEA;
Presidente do Instituto Latino-Americano de Educação ou ILAE como é chamado por muitos.
O embaixador, que assumiu como secretário-geral da Organização dos Estados Americanos (OEA) em junho de 1984, é um experiente diplomata, que cumpriu mandato de cinco anos e, posteriormente, foi reeleito pelo mesmo período de tempo.

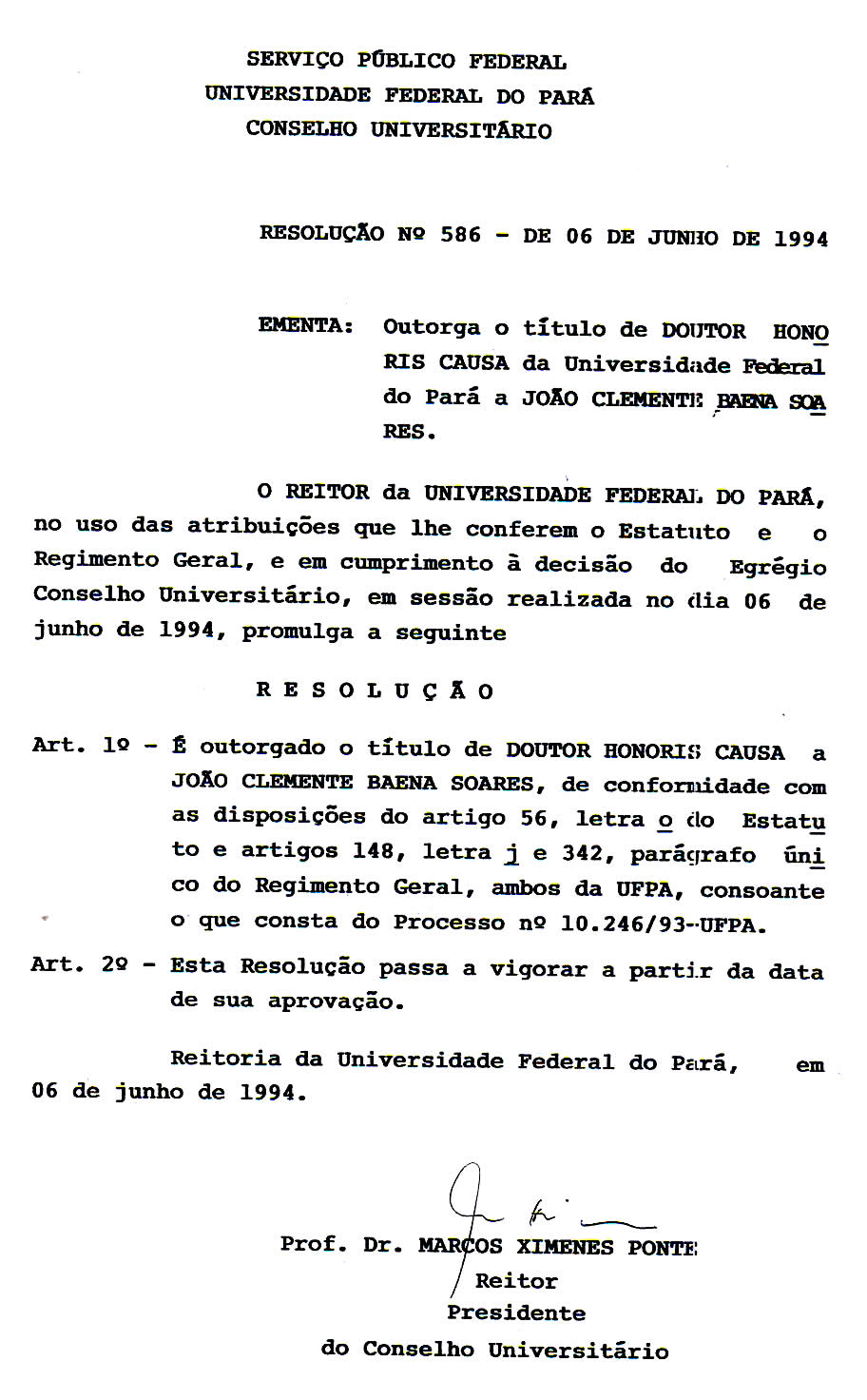
Documento da Universidade Federal do Pará concendendo honraria Honoris Causa a João Clemente Baena.

Antes de entrar para OEA, João Clemente Baena Soares contava com 31 anos de serviço diplomático do Brasil, e mais especificamente, exercia a função de secretário-geral das Relações Exteriores do Brasil (1979-1984) quando foi eleito pela Assembleia Geral da OEA para liderar a organização.
Entre 1997 e 2006 foi membro da Comissão de Direito Internacional das Nações Unidas. Em novembro de 2003, o secretário-geral da ONU, Kofi Annan, o indicou para o High-Level Panel on Threats, Challenges and Change.
Em 4 de Março de 2009, o Embaixador João Clemente Baena Soares foi eleito para a Comissão Jurídica Interamericana (CJI) da Organização dos Estados Americanos (OEA).
Ele, que foi o único brasileiro a ocupar o cargo de Secretário-Geral da OEA, e foi Secretário Geral do Itamaraty de 15 de março de 1979 a 7 de junho de 1984, irá ocupar a vaga deixada pelo professor Ricardo Seitenfus, nomeado para representar a Organização no Haiti.
A eleição ocorreu na reunião do Conselho Permanente da Organização dos Estados Americanos.
Tal Comissão tem por função promover o desenvolvimento e codificação do Direito Internacional na região.
Um homem da História e de grandes histórias, João Clemente Baena Soares, soube como poucos se valer do fato de sua carreira diplomática ter seguido mais o curso da história do que o rumo da geografia, conforme ele mesmo revela:
"Ao deixar o Instituto Rio Branco, o jovem diplomata pensa: 'Agora vou para Paris.' Se eu tivesse ido para um posto desse tipo, talvez não houvesse para mim preparação profissional mais firme, nem cresceria em mim o mesmo entusiasmo pela carreira que experimentei."
E certamente a diplomacia brasileira não teria tido a participação tão marcante de um homem que desde as suas primeiras atuações já esboçava um carinho especial pelo que se tornou um de seus maiores interesses na diplomacia: a defesa da América Latina.
Em seus notáveis mandatos, seguiu a carreira diplomática sempre com o objetivo de servir ao Estado e não aos governos. Sempre deixou claro que suas atuações nunca foram meramente burocráticas e que sua condição de diplomata não representava somente um "emprego".(…).
Baena Soares não seria omisso nos deveres que lhe foram designados: o principal deles, trabalhar pela negociação da paz. E assim continua ainda atuante na sua missão, versando sobre tecnologia nuclear, Alca, Mercosul, pobreza, ecologia, internacionalização da Amazônia, dando contribuições ao Direito Internacional e até vaticinando a causa de um dos próximos conflitos mundiais: a falta d'água.
Mais do que um registro dos dez anos em que o embaixador Baena Soares esteve à frente da Organização do Estados Americanos, este livro é uma reflexão sobre uma série de questões ligadas à história da diplomacia brasileira e ao contexto das relações internacionais contemporâneas, especialmente nas Américas. Em seu depoimento ao CPDOC/FGV, este brasileiro mostra por que sempre apostou na diplomacia como instrumento para a construção de um mundo melhor.
Texto Baseado nas notas taquigráficas de conferência proferida no Seminário Internacional "O Tribunal Penal Internacional e a Constituição Brasileira", promovido pelo Centro de Estudos Judiciários do Conselho da Justiça Federal, em 30 de setembro de 1999, no Auditório do Superior Tribunal de Justiça, em Brasília-DF.
Membro da Academia Brasileira de Filosofia;
Membro do PEN Clube;
Membro da Comissão Jurídica Interamericana - OEA;
Presidente do ILAE. Recebeu o título de doutor honoris causa pela Universidade Federal de Pelotas.
O diplomata brasileiro é viúvo de Gláucia de Lima Baena Soares, tem três filhos e seis netos.

## Morte
João Clemente, morreu no dia 7 de junho de 2023, aos 92 anos.